# Foggy Bottom

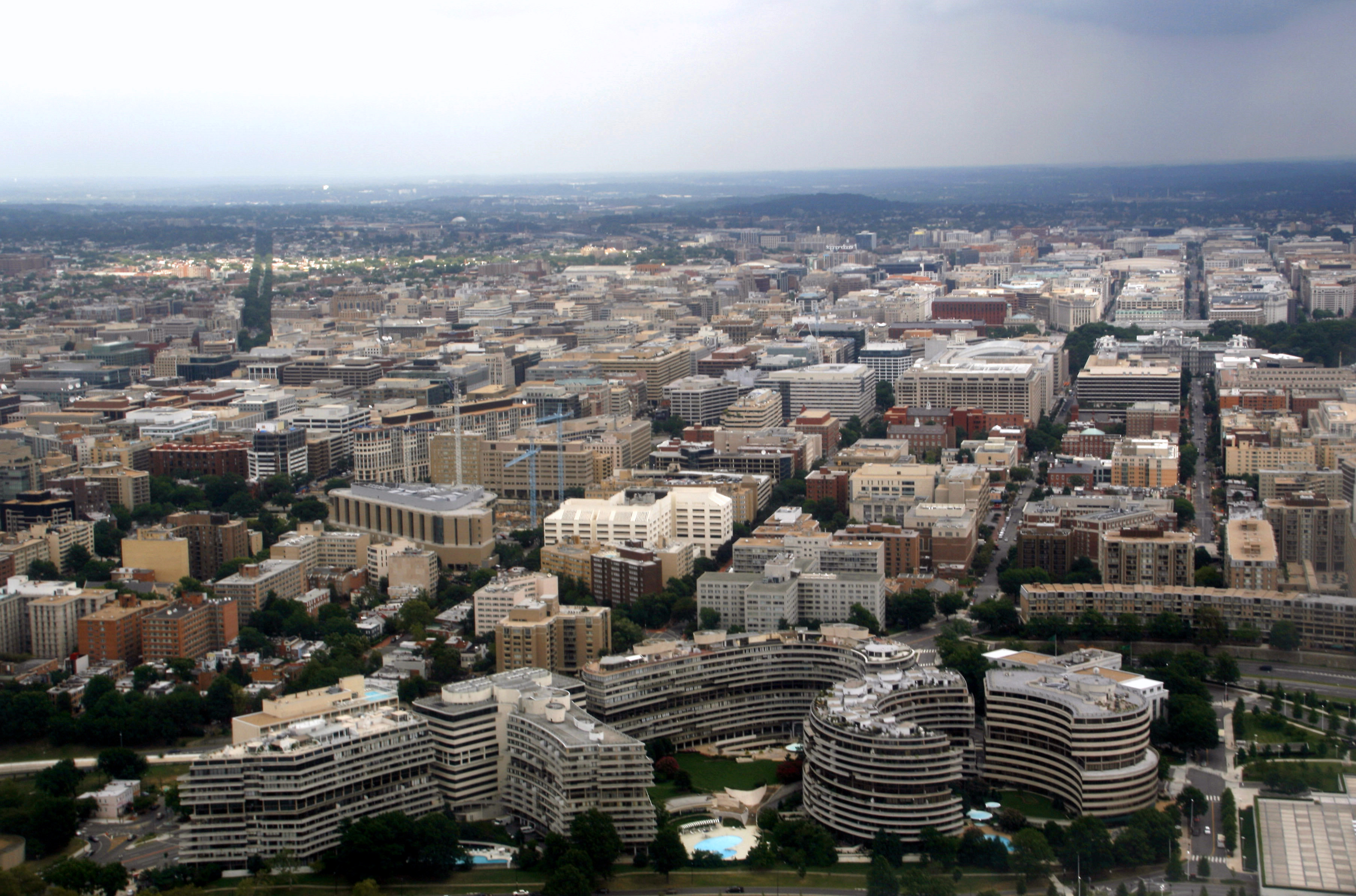
Gebäude in Foggy Bottom, vorne rechts der Watergate-Gebäudekomplex

Foggy Bottom ist ein Stadtviertel von Washington, D.C. Der Name wurde aufgrund der nebligen Senke gewählt, der vorwiegend durch die früher dort angesiedelten Fabriken entstand. Außerdem ist die Bezeichnung ein Spitzname für das im nahegelegenen Harry S. Truman Building untergebrachten Außenministerium der Vereinigten Staaten.
In Foggy Bottom sind auch weitere wichtige Institutionen wie etwa der Internationale Währungsfonds IWF, die George Washington University und das Kennedy Center for the Performing Arts ansässig.
Ein weiteres bekanntes Gebäude ist der Watergate-Gebäudekomplex, nach dem die Watergate-Affäre benannt ist, die 1974 zum Rücktritt des damaligen US-Präsidenten Richard Nixon führte.